# Jean Mauboulès
Jean Mauboulès, né le 16 août 1943 à Poey-de-Lescar (Pyrénées-Atlantiques), est un peintre et sculpteur français.

## Biographie
Jean Mauboulès est né le 16 août 1943 à Poey-de-Lescar dans les Pyrénées-Atlantiques. À 19 ans il se rend à Paris où il étudie l'architecture et suit des cours à l'École des Beaux-Arts. Jusqu'en 1966, la peinture de Jean Mauboules est orienté vers le surréalisme. Dans les années 1960, il passe de la peinture à la conception plastique, travaillant le verre. Depuis 1968, il vit et travaille dans le canton de Soleure et à Paris. Depuis les années 1970, il crée des groupes thématiques connexes de collage, reliefs, sculptures et objets. Le verre, le fer et l'acier sont les matériaux les plus communs, mais rarement le bois et la pierre. En 1984 il expose au Kunstmuseum de Berne suivi en 1986 d'une rétrospective au Kunstmuseum Solothurn. En plus de la Suisse, il expose régulièrement en Allemagne, France, Portugal, Pays-Bas et aux États-Unis. En 1987, il obtient le Prix pour les œuvres vives du canton de Soleure, en 1996 le Prix d'art du canton de Soleure puis nommé en 1997 par le ministère français de la Culture, Chevalier de l'Ordre des Arts et des Lettres.

## Œuvres
- le trophée « Quartz » pour le Prix du cinéma suisse[3]